# Джаспер (округ, Южная Каролина)
Округ Джаспер (англ. Jasper County) располагается в США, штате Южная Каролина. По состоянию на 2010 год, численность населения составляла 24 777 человек. Был основан в 1912 году.

## География
В соответствии с данными указанными на сайте центрального статистического органа страны — Бюро переписи населения США, общая площадь округа равняется 1811,4 км², из которых 1697,2 км² занимает суша и 114,0 км² или 6,3% приходится на водную поверхность.

## Население
По данным переписи населения 2000 года в округе проживает 20 678 жителей в составе 7 042 домашних хозяйств и 5 091 семей. Плотность населения составляет 12,00 человек на км2. На территории округа насчитывается 7 928 жилых строений, при плотности застройки около 5,00-ти строений на км2. Расовый состав населения: белые — 42,39 %, афроамериканцы — 52,69 %, коренные американцы (индейцы) — 0,37 %, азиаты — 0,44 %, гавайцы — 0,05 %, представители других рас — 3,39 %, представители двух или более рас — 0,67 %. Испаноязычные составляли 5,75 % населения независимо от расы.
В составе 34,50 % из общего числа домашних хозяйств проживают дети в возрасте до 18 лет, 48,10 % домашних хозяйств представляют собой супружеские пары проживающие вместе, 18,20 % домашних хозяйств представляют собой одиноких женщин без супруга, 27,70 % домашних хозяйств не имеют отношения к семьям, 23,20 % домашних хозяйств состоят из одного человека, 8,80 % домашних хозяйств состоят из престарелых (65 лет и старше), проживающих в одиночестве. Средний размер домашнего хозяйства составляет 2,75 человека, и средний размер семьи 3,22 человека.

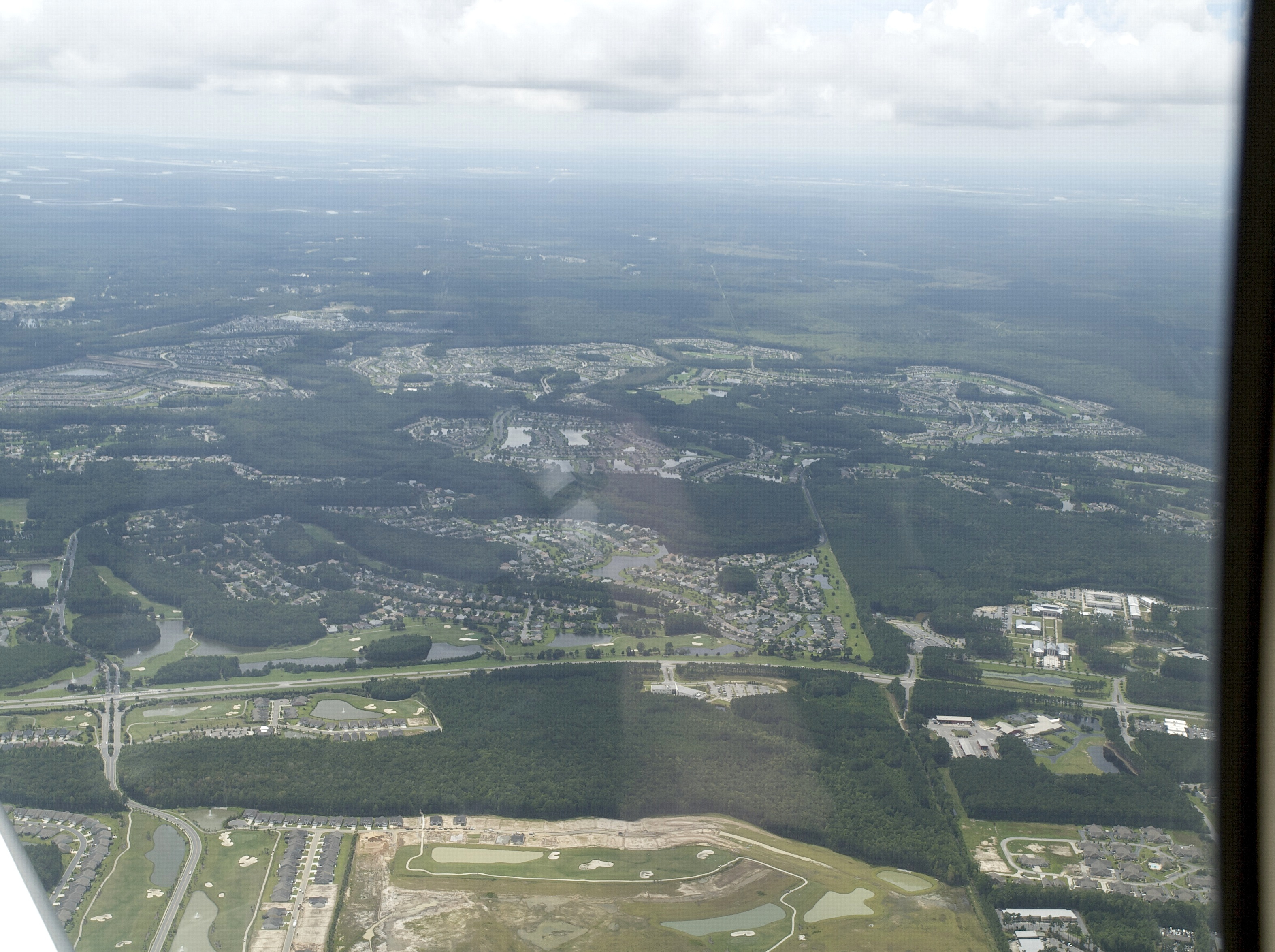
Округ Джаспер с высоты

Возрастной состав округа: 26,80 % моложе 18 лет, 10,30 % от 18 до 24, 30,70 % от 25 до 44, 21,20 % от 45 до 64 и 21,20 % от 65 и старше. Средний возраст жителя округа 34 лет. На каждые 100 женщин приходится 111,00 мужчин. На каждые 100 женщин старше 18 лет приходится 111,30 мужчин.
Средний доход на домохозяйство в округе составлял 30 727 USD, на семью — 36 793 USD. Среднестатистический заработок мужчины был 29 407 USD против 21 055 USD для женщины. Доход на душу населения составлял 14 161 USD. Около 15,40 % семей и 20,70 % общего населения находились ниже черты бедности, в том числе — 26,30 % молодежи (тех, кому ещё не исполнилось 18 лет) и 21,40 % тех, кому было уже больше 65 лет.